# باغگاه
باغگاه روستایی در دهستان پساکوه بخش زاوین شهرستان کلات استان خراسان رضوی ایران است.هفتادو پنج کیلومتری جاده کلات مشهد

## جمعیت
بر پایه سرشماری عمومی نفوس و مسکن در سال ۱۳۹۵ جمعیت این روستا ۱۹۹ نفر (در ۵۰ خانوار) بوده‌است.